# Bảo tàng Khoa học Tự nhiên North Carolina
Bảo tàng Khoa học Tự nhiên North Carolina (NCMNS) là bảo tàng lâu đời nhất của bang North Carolina, toạ lac tại Raleigh, North Carolina. Đây là bảo tàng khoa học tự nhiên lớn nhất Đông Nam Mỹ, với khoảng 1.2 triệu lượt khách đến xem hàng năm.